# Österreichisches Jungvolk

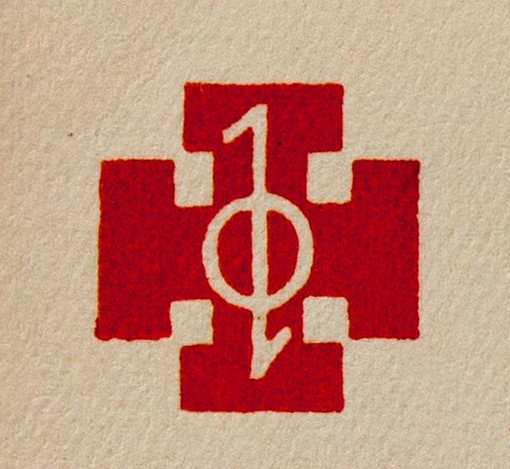
Znak fronty rakouské vlastenecké mládeže Österreichisches Jungvolk, tzv. mládežnického díla Vlastenecká fronty, v období Rakouského státu 1934-38, navržený Clemensem Holzmeisterem

Österreichisches Jungvolk (zkratka ÖJV) byla fašistická mládežnická organizace v období vlády spolkového rakouského kancléře Kurta Schuschnigga, označovaná jako fronta rakouské vlastenecké mládeže. Do života byla povolaná v srpnu 1936 jako hnutí Vlastenecké fronty na výchovných fašistických principech vůdcovství, podřízenosti a šovinismu. Cílem založení organizace bylo vychovat novou generaci mužů a žen, která by byla ochotna nový režim následovat. Po anšlusu zůstala ÖJV mládež otevřená jiné ideologii, až na velmi mizivé množství protinacistické mládeže se drtivá většina ÖJV členů plynule přizpůsobila novému NS-režimu. V době svého zrušení čítala ÖJV (včetně katolické mládeže) 350 000 členů ve věku od šesti do osmnácti let.

## Výchozí situace
Kolem roku 1930 nabízelo v Rakousku každé politické a kulturní prostředí vlastní organizaci pro děti a mládež; sociálně-demokratická strana (SDAP) např. Rote Falken, Kinderfreunde a Sozialistische Arbeiterjugend, také římskokatolická církev disponovala bohatou nabídkou pro děti a mládež - většina jich byla sdružena v Reichsbund der katholischen deutschen Jugend Österreich, což byl případ např. skautů „Österreichische Pfadfinderkorps St. Georg”. Zrovna tak i ostatní náboženské komunity měly své vlastní dětské organizace. Další práci s mládeží nabízely organizace pro dospělé (např. Alpenverein), branné organizace (Wehrverbände), např. Heimwehr sdružoval děti a mládež v „Jung-Vaterland”. Existovaly zcela nezávislé mládežnické organizace jako Österreichischer Wandervogel nebo Österreichischer Pfadfinderbund. Práci s mládeží se věnovaly také politické strany.
Po únorové občanské válce byly všechny sociálně demokratické organizace zakázány, zrovna tak byla zakázána po červencovém pokusu o puč v roce 1934 Nationalsozialistische Deutsche Arbeiterpartei Österreichs – Hitlerbewegung. Pro komunistickou stranu a její složky nebo HJ platil zákaz už od roku 1933. Z tohoto důvodu pracovala radikalizovaná komunistická, sociálně demokratická a národně socialistická mládež v ilegalitě nebo přešla pod jiné organizace (např. Hitlerjugend většinou pod Deutscher Turner-Bund). Většina rakouské mládeže zaujala vůči režimu nepřátelský nebo v nejlepším případě vyčkávající postoj.
Jednou z možností jak přimět mládež ke státní linii bylo státem řízené školství a tvrdé školní tresty za opoziční akce, což ale stěžovala situace, že většina radikalizované mládeže byla ve věku nad 14 let a skrze školu neuchopitelná. Z tohoto důvodu se začala autoritativní vláda od roku 1933 zabývat myšlenkou na zřízení vlastní státní mimoškolní organizace podle vzoru sousedního Německa a Itálie. Nakonec po tříletém vyjednávání Dollfuss-Schuschniggova bloku, katolické církve a třetího křídla, které zastupoval Heimatschutz, se vláda v srpnu 1936 shodla na založení jednotné zastřešující organizaci „Österreichisches Jungvolk”.

## Založení ÖJV
Vznik nové dobrovolné mládežnické organizace „VF-Werk Österreichisches Jungvolk” oznámil státní tajemník spolkového kancléře a zástupce vůdce Vlastenecké fronty Guido Zernatto na tiskové konferenci 29. srpna 1936. Organizace „Österreichisches Jungvolk”, založená na vůdcovském principu, se členila na zemské svazy a svaz pro hlavní spolkové město Vídeň, na okresní svazy podle soudních okresů a dále na místní svazy. Nejvyšší vedení tvořil:
- Vůdce (Frontführer ÖJV) jako nejvyššího vůdce, kterým byl spolkový kancléř (Kurt Schuschnigg)
- Spolkový vůdce mládeže (Bundesjugendführer), kterým byl jmenován Georg von Thurn und Valsassina (*1990 - †1967)[4]
- Direktorium
- Kuratorium

Direktoium jako nejvyšší orgán tvořil frontový vůdce (Kurt Schuschnigg), spolkový ministr školství (Hans Pernter), generální sekretář ÖJV (Heinrich Reimitz za „Christlich-deutscher Turnerschaft”) a nejvyšší vůdce rakouské sportovní a tělocvičné fronty (Ernst von Starhemberg). Kuratorium sestávalo z frontového vůdce, z členů direktoria, zástupce frontového vůdce (Frontführer-Stellvertreter), spolkového ministra pro sociální správu, spolkového ministra národní obrany, spolkového vůdce mládeže (Bundesjugendführer), zástupce spolkového vůdce mládeže (Josef Schifferer, Bundesjugendführer-Stellvertreter), vedoucí celé dívčí organizace (Leiterin der gesamten weiblichen Jugendorganisation) a dvou až třech povolaných kurátorů.
Členství ve frontě rakouské vlastenecké mládeže končilo dovršením 18. roku. Hranice stáří pro přijímání členů stanovena zprvu nebyla, počítalo se s věkem 11-12 let, nakonec stanovy udávaly pouze horní hranici.

### Zákon o mimoškolní výchově mládeže
Spolkový zákon o mimoškolní vlastenecké výchově mládeže (Bundesgesetz über die vaterländische Erziehung der Jugend außerhalb der Schule) stanovil všem mládežnickým organizacím povinnou žádost o souhlas k oprávnění spolkové mimoškolní výchovy mládeže u ministerstva školství; výjimku tvořily pouze státem podporované katolické mládežnické organizace. Lhůta pro získání tohoto souhlasu byla stanovena do 1. ledna 1937; mládežnické organizace, které by povolení nezískaly, měly být rozpuštěny. Obdobně se postupovalo u organizací pro dospělé, které provozovaly mládežnické skupiny. Organizace musely v dané lhůtě mládež ze své činnosti vyloučit. Mládežnické organizace, které nespadaly pod katolickou církev, podléhaly státnímu dozoru a ministr školství je mohl povolat k účasti na cvičeních, přednáškách, oslavách a jiných akcích Vlastenecké fronty. Dne 8. ledna 1937 byl vyhlášen novelizovaný zákon o mládeži (Jugendgesetz). Novelou zákona z 29. prosince 1936 (BGBl. 453/1936) byla lhůta k dosažení souhlasu k oprávnění spolkové mimoškolní výchovy mládeže prodloužena do 1. dubna 1937 a další novelou z 23. března 1937 (BGBl. 73/1937) do 1. července 1937. Pro vyřízení žádosti o povolení další činnosti provozování mládežnické organizace nebo mládežnické skupiny připadaly v úvahu tři možnosti:
- Neschválení žádosti, tzn. zrušení mládežnické skupiny nebo mládežnické organizace
- Podmíněné schválení žádosti, což znamenalo ve stanovené lhůtě pro všechny členy organizace povinný vstup do ÖJV
- Bezpodmínečné schválení žádosti, nepřinášelo pro mládežnickou organizaci žádné změny a mohla pokračovat v dosavadní práci s mládeží mimo ÖJV

Od října 1937 se také členové katolických mládežnických organizací stali součástí fronty vlastenecké mládeže, nosili povinně ÖJV uniformu a účastnili se povinného programu, které předepisovalo ministerstvo školství.
Nekompromisní byl stát u organizace „Deutscher Turnerbund” (DTB), které 17. června 1937 ministerstvo školství zakázalo vedení mládežnických skupin (v roce 1934 12.000 mládežnických členů) a od 1. července 1937 vstoupil zákaz v platnost. Většina místních skupin DTB zákaz ignorovala a teprve po masivních stížnostech se generální ředitelství pro veřejnou bezpečnost rozhodlo na konci ledna 1938 zákaz mládežnických skupin DTB skutečně exekutivně prosadit. Zákaz ale netrval dlouho, jelikož nový ministr Arthur Seyß-Inquart opět vedení mládežnických skupin povolil.

### Škola pro vůdce mládeže
Prvním národním památníkem zemřelému kancléři Engelbertu Dollfussovi se stal kostel („Dollfuß-Kirche”) Roberta Kramreitera na Hohe Wand v Dolním Rakousku, druhým měl být památník (Dollfuß Nationaldenkmal) na Ballhausplatz a třetím žijícím národním památníkem se měla stát vůdcovská škola v bývalé bažantnici Schönbrunnu, s jejíž stavbou bylo započato v sobotu 24. července 1937. Slavnostního položení základního kamene se zúčastnili vůdce VF spolkový kancléř dr. Schuschnigg, státní sekretář Guido Zernatto a kardinál Theodor Innitzer.
První plány vyhotovil architekt Clemens Holzmeister (1936), ty pak v roce 1937 upravil architekt Robert Kramreiter. Počáteční rozpočet pro celou infrastrukturu s pokladnami, veřejnými institucemi, oplocením, stožáry a osvětlením činil 30 000 šilinků (ÖS), monumentální Dollfussův triumfální oblouk (bohatě zdobený reliéfy a sochami) měl stát 150 000 ÖS, vzdělávací a internátní budovy se odhadovaly na 1 900 000 ÖS, plavecký bazén s celým sportovním areálem 160 000 ÖS a amfiteátr 250 000 ÖS. Snížení finančního rozpočtu se mělo dosáhnou dobrovolnou pracovní službou (terénní a zemní práce prostoru před triumfálním obloukem a divadlem). Drahou výstavbu sportovního areálu mělo zpočátku vykompenzovat použití nedalekých stávajících sportovišť. Centrum celého areálu tvořila kaple s varhany obrácená do prostoru amfiteátru pro 100 000 návštěvníků. Celkové náklady se odhadovaly na 2 460 000 805 ÖS.
Vzhledem k tomu, že monumentální stavba živého Dollfussova památníku se nacházela ve fázi příprav, byla v prosinci 1936 zřízena chlapecká vůdcovská škola v budově zrušeného institutu pro dcery důstojníků (Offizierstöchterinstitut, zrušen skrze Bundesgesetz 10. prosince 1935) na Kalvarienberggasse 28 (Wien-Hernals, nyní K17 Bundesschulen Kalvarienberg), od roku 1937 disponovala ÖJV také dívčí vůdcovskou školou na Blattgasse 6-8 ve 3. okrese (Wien-Landstraße). Dívčí i chlapečtí vůdci a jejich zástupci měli být během desetidenních kurzů vyškoleni v principech ideologické práce a ve výchovných cílech ÖJV. Během jednoho roku se počítalo s vyškolením 3.000 vůdců.

### Zrušení branných svazů
Vedle díla „Österreichisches Jungvolk” byla v témže roce pod Vlasteneckou frontou založena ještě další díla: sociálně podpůrná organizace VF-Werk „Mutterschutzwerk” (akce na ochranu matek a rodiny), polovojenské frontovní milice VF-Werk „Frontmiliz” a kulturní dílo k využití volného času VF-Werk „Neues Leben” (Nový život).
Účel nové kulturní organisace
Státní sekretář Zernatto, generální sekretář vlastenecké fronty, a spolkový kulturní rada dr. Henz informovali včera zástupce tisku o účelu kulturní organisace vlastenecké fronty «Neues Leben». Hlavní řečník státní sekretář Zernatto pravil, že této organisaci není příkladem italská kulturní organisace «Dovolavoro», ani německá «Kraft durch Freude». Využití volného času v rámci nové kulturní organisace jest vedeno myšlenkou lidového souručenství. Tato organisace, jejíž členy mohou býti pouze členové vlastenecké fronty, bude organisačně vedena tak, jako vlastenecká fronta. Pořádány budou hlavně hodnotné kulturní podniky. Tyto podniky budou zahájeny již s příchodem podzimu. V rámci této organisace bude založena i organisace posluchačů rozhlasu, jež bude míti určitý vliv i na stanovení programu rozhlasu. Kočovný biograf bude sloužiti zájmům domácího živnostnictva, podporování cizineckého ruchu a odbornému školení venkovského, hlavně alpského lidu. Zástupci tisku byli řečníkem požádáni o propagování a podporování snah této nové kulturní organisace. Další řečníci podali pak podrobné informace o nejbližších podnicích.
Vídeňské noviny, ve Vídni 29. července 1936, s. 2
Hned poté, co byly mládežnické organizace největších obranných formací převedeny do ÖJV, mohl Schuschnigg přistoupit k závěrečnému aktu; usnesením ministerské rady z 10. října 1936 rozpustit dobrovolné branné svazy Heimatschutz, úderné oddíly Východní marky / Ostmärkische Sturmscharen, Freiheitsbund, formace křesťansko-německých turnerů / Wehrzüge der Christlich-deutschen Turnerschaft a burgenlandských ostrostřelců / Burgenländische Landesschützen, což bylo o pět dní později zveřejněno ve spolkové sbírce zákonů BGBl. 335/1936.
 Úředně se oznamuje: U příležitosti rozpuštění branných svazů, jež bylo usneseno 10. t. m. ministerskou radou, konala se včera za předsednictví vůdce fronty dra Schuschnigga a později za předsednictví jeho náměstka Baar-Baarenfelse konference zemských vůdců vlastenecké fronty. Když přišel spolkový kancléř k poradě, byl zemskými vůdci uvítán spontánním projevem sympatie. Hned při zahájení schůze se zemští vůdcové
usnesli na této resoluci: „Branné svazy, v prvé řadě Heimatschutz, úderné oddíly východní marky, freiheitsbund, formace křesťansko-německých turnerů a burgenlandští ostrostřelci zasloužili se o nové Rakousko. Vlastenecká fronta vyslovuje branným svazům dík za dobrovolnou službu, především Heimatschutzu, za jejich brannou službu a za oběti, které přinesli na životech a na krvi. Vlastenecká fronta pokládá za čestnou povinnost, tradici dobrovolných branných svazů uchovati v řadách frontovní milice.”
Vídeňské noviny, ve Vídni 14. října 1936, s. 2

### Náplň činnosti ÖJV
Měsíční povinný program, rozdělený podle věkových kategorií a pohlaví, se členil do tří oblastí: ruční práce, tělesná výchova a předvojenská příprava. Program pro vůdce vycházel v časopise „Jugendführer” (např. číslo 8-9/1937). Celoroční program sestával z významných shromáždění (Bezirksjugendtreffen, Geländetage), sbírek jako Volksdeutscher Heimatgroschen, prázdninových akcí, atd., pro členy též povinných. Hlavními výchovnými cíli bylo kamarádství, smysl pro povinnost a loajalita k režimu.
Rok 1937 byl jediným rokem, kdy ÖJV mohla naplno uskutečnit svůj roční program: pořádala prázdninové tábory v Maďarsku a Dánsku, dobročinnou sbírku pro výstavbu pohraniční školy v obci Wullowitz, podzimní turistické výpravy, které absolvovaly všechny místní skupiny. Po blamáži 22. února 1937 během návštěvy německého ministra Konstantina von Neuratha, kdy policie nebyla schopná zasáhnout proti masovým výstupům rakouských národních socialistů, vyhlásila Vlastenecká fronta pro své příznivce na druhý den velké shromáždění, při kterém svoji loajalitu státu demonstrovalo na 25.000 členů ÖJV.
Včerejší projev vlaslenecké fronty. Vlastenecká fronta uspořádala včera ve Vnitřním městě velký projev pro spolkového kancléře dra Schuschnigga. Do Vídně přijeli drahou a autobusy tisíce příslušníků Vlastenecké fronty z Dolních Rakous, kteří se shromáždili na určených seřadištích. Šlo jim hlavně o to, smazati nepříjemný dojem, který zanechaly hloučky pondělních demonstrantů. Zpívaly se rakouské písně a provolávala se sláva kancléři Schuschniggovi...Projevu zúčastnili se také vídeňští členové Vlastenecké fronty, kteří přišli do Vnitřního města a přilehlých ulic přímo z továren. Před budovou generálního sekretariátu defilovaly oddíly po několik hodin. Potom se část manifestantů odebrala na
Mariahilferstrasse a na Gürtel k Západnímu nádraží, kde vyčkali odjezdu německých hostí.
Vídeňské noviny, ve Vídni 24. února 1937, s. 2

V květnu 1937 se konalo na stadionu v Prátru mistrovství v házené Rakousko-Německo, přičemž bylo počítáno, že dojde opět k masovým výstupům národních socialistů. Za účelem posílení vlasteneckých diváků bylo členům ÖJV rozdáno 200 vstupenek zdarma. Celoroční plán na další školní rok 1937/38 předpokládal po celém Rakousku od 17. října do 2. listopadu 1937 jednotnou agitaci (Jungvolkwerbung), místo vánoční oslavy měli chlapci a děvčata z vlastenecké fronty mládeže roznášet vánoční stromečky do chudých rodin, velikonoční akci „Osterhilfswerk”, která jen v Dolním Rakousku předpokládala sbírku 200.000 velikonočních vajec pro chudé rodiny, oslavu „Sonnenwende” 1938 jako symbol národního sjednocení. Dále mimo dosud probíhajících vůdcovských kurzů v ústřední škole se počítalo se třemi třítýdenními školícími tábory pro 5000 členů a členek. Povinné měsíční programy mělo ulehčit zvýšené vydání pracovních skupinových sešitů (Behelfsdienste, Behelfsbücherei), časopisu „Jugendführer” (nákladem 10.000 kusů) a mládežnických časopisů (nákladem 100.000 kusů).
V chlapeckých skupinách měla předvojenská branná příprava absolutní prioritu (90 % z veškerého běžného programu). Ve věkové skupině 14-18letých zabírala tělesná výchova čtyři hodiny v měsíci, turistika a cvičení v terénu s teoretickou přípravou v klubovně jednu hodinu v měsíci; oproti tomu výchova vlastenecko-kulturní nebo eticko-náboženská stála na pořadu dne méně než jednou v měsíci. Dbalo se na vyváženou směsici bojových her, pořadových a pochodových cvičení a tělesné výchovy. Ideologická výchova se omezovala v podstatě na zpěv písní ze zpěvníku ÖJV (ÖJV-Liederbuch) na začátku a konci cvičení.
Ačkoliv branná příprava (pochody, nástupy a pořadová cvičení) probíhala už u chlapců ve věku 6-10 let, skutečný předvojenský výcvik začínal až ve věkové skupině 10-14letých. Na programu byla cvičení v terénu, při kterých se zdokonalovali v různých vojenských technikách (orientace v přírodě s mapou a buzolou, maskování, podávání hlášení, průzkum, držení zálohy, morseovka, atd.), několikahodinových pochodech a v poslední věkové skupině vojenský výcvik se zbraní. Na září 1938 byl naplánován velký cvičný manévr.
Mezi vybrané sporty patřilo i lyžování; v prosinci 1937 se konal v Arlbergu ÖJV-lyžařský kurz a v únoru 1938 první mládežnické mistrovství v běhu na lyžích (Jungvolk-Bundesmeisterschaften im Skilauf). V roce 1937 byly ve Vídeňském lese zřízeny lyžařské záchranné stanice, obsluhované frontovými milicemi. Lyžařské kurzy pořádalo v roce 1937 i vlastenecké kulturní dílo „Nový život” (VF-Werk „Neues Leben”); cena za ubytování, stravu a pojištění činila na jeden lyžařský den 4,50 šilinků, na jízdné vlakem platila poloviční sleva a půjčovné za lyže činilo 40 grošů na den.
Spolková armáda úzce spolupracovala s frontou vlastenecké mládeže také v oblasti pěstování vojenských tradic - součástí chlapeckých časopisů byly články popisující válečné události první světové války nebo o významných rakouských válečných hrdinech rakousko-uherské armády. V létě 1937 se konal ve Wetzdorfu (Gedenkstätte Heldenberg) ÖJV-pracovní tábor, jehož účastníci pomáhali při rekonstrukci mauzolea polního maršála Radeckého a pamětního místa s bustami rakouských generálů a císařů. Z příkazu spolkového kancléře se měli členové ÖJV na svátek Dušiček (Allerseelen) 1937 podílet na zdobení hrobů zemřelých hrdinů při občanské válce v roce 1934.
U dívek se branná výchova podstatně odlišovala a každé vojenské ráznosti bylo třeba se vystříhat, což ostatně podtrhovala i skutečnost, že nenosily skutečnou uniformu. Práce v dívčích skupinách byla přípravou pro ženské hnutí Vlastenecké fronty „VF-Frauenschaft”, jejíž činnost sestávala v organizování dobročinných sbírek, pořádání vlasteneckých večerů a turistiky, kurzů ručních prací pro nezaměstnané dívky po ukončení školní docházky nebo pracovních táborů pro nezaměstnané ženy, které se během čtyřicet táborových dní připravovaly na službu v sociální oblasti.

### Uniforma
Jednotná mužská uniforma sestávala z olivově zelené košile, černé kravaty a zelené čepice s odznakem ÖJV. Na rukávu byl přišitý berličkový kříž. Členky ÖJV nosily běžné krojové šaty (Dirndlkleid), které doplňovaly broží sepnutým šátkem. Na broži byl vytlačený znak ÖJV. Odznak, vyražený z kovu, sestával z písmene «Ö», které bylo překřížené tiskacím stylizovaným „JV”. Vlajka (symbol místních skupin ÖJV) byla z jedné strany zelená se znakem ÖJV a na druhé straně bílá s berličkovým křížem. Mužské uniformy převzaly také katolické organizace, které mohly své dosavadní donosit, ale na rukávu nosit přišitý berličkový kříž. Uniforma katolických skautů „St. Georgs-Pfadfinder” zůstala a byla taktéž doplněna pouze látkovým berličkovým křížem na rukávu. Vnější jednotu doplňoval vzájemný závazný pozdrav.

## Členská základna
Vzhledem k nedostatečnému množství zdrojů je každá kvantitativní analýza ÖJV velmi limitovaná. Podle dostupných údajů se na konci prosince 1937 počet ÖJV regulérní členské základny pohyboval kolem 145.000 dětí a mládeže, z toho bylo asi 65.000 děvčat a 80.000 chlapců; počet dospělých vůdců mohl činit něco kolem 10.000. Podle údajů ministra školství se pak počet veškerých členů, tedy i s mládeží, která k ÖJV přistoupila jen formálně a dále navštěvovala své organizace, plnící pouze povinný ÖJV program, pohyboval kolem 205.000. Z toho asi 150.000 dětí a mládeže navštěvovalo katolické mládežnické organizace a zbylých 55.000 členů ostatní přidružené mládežnické organizace a sekce (jako např. Gewerkschaftsjugend nebo různé sportovní svazy).
| Název časopisu   | Cíloví čtenáři                  | Náklad |
| ---------------- | ------------------------------- | ------ |
| Junghelferin     | děvčata na 14 let               | 15.000 |
| Jungschütze      | chlapci nad 14 let              | 25.000 |
| Mädelblatt       | děvčata pod 14 let              | 50.000 |
| Bubenblatt       | chlapci po 14 let               | 55.000 |
| Der Jugendführer | pro dospělé skupinové ÖJV-vůdce | 10.000 |

Odebírání Jungvolk-časopisů bylo povinné pouze pro regulérní členy ÖJV, nikoliv pro ostatní mládež z přidružených organizací jako byly katolické nebo sportovní organizace.

## ÖJV a zahraniční vztahy
V roce 1930 žilo něco kolem 400.000 Rakušanů (Volksdeutsche) v zahraničí, nejvíce v USA, Německu, Československu, Švýcarsku, Itálii, Kanadě, Maďarsku a Jugoslávii. V souladu s bilaterálními smlouvami (Římské protokoly) se spolupráce ÖJV zaměřovala především na Maďarsko a Itálii, v menší míře pak navazovala kontakty s Francií, Dánskem a Československem.

### Spolupráce s Rakušany v zahraničí
Hned po založení započala Vlastenecká fronta zřizovat místní organizace také v zahraničí, jednoznačně z důvodu neponechat tamní Rakušany plně vlivu NSDAP, která tam vedla živou propagandu. U místních skupin VF pak byly zřizovány také dětské skupiny ÖJV. Pomoc probíhala většinou formou zasílání časopisů a učebnic; v italském Meranu sdružovala tamní ÖJV-Ortsgruppe přes 70 členů, v Budapešti něco kolem 50 členů a maďarské vedení VF platilo i jednoho učitele pro uchování mateřštiny, v bulharském hlavním městě Sofii se po ukončení římskokatolické mše konaly pro rakouské děti a mládež tzv. hodiny domoviny (Heimstunden). V roce 1936 proběhla akce „In der Heimat zur Gast”, kdy byla rakouská mládež ze zahraničí zapojena do prázdninového díla „VF-Kinderferienwerk”.
Tyto zahraniční snahy se nacházely ale v úplném počátku a v příhraničních regionech bodovala především organizace „Deutsche Schulverein Südmark” s letní akcí „Grenzlanddienst”, která nebyla ničím jiným než zástěrkou pro propagaci Hitlerjugend. Jako její protipól byla v roce 1934 zřízena rakouská organizace Österreichischer Verband für volksdeutsche Auslandsarbeit (ÖVVA), se kterou ÖJV úzce spolupracovala. Na podzim roku 1937 se snažila Vlastenecká fronta navázat kontakt s německou menšinou v Československu a s jejím největším zástupcem Sudetoněmeckou stranou (SdP), popřípadě ÖJV se sudetoněmeckým Turnverbandem, přičemž rakouská strana chtěla navrhnout zřízení vídeňského ústředí pro otázky Němců v zahraničí. K tomu už nedošlo, jelikož SDP byla v této době plně pod vlivem národně-socialistického Německa.
Na podporu zřízení pohraniční obecné školy v hornorakouské obci Wullowitz (nyní Gemeinde Leopoldschlag) na hranici s Československem, kde děti musely pro nedostatek učitelů docházet do německé školy v československé obci a byly tak podle Vlastenecké fronty „přímo ohrožené ideologií Blut und Boden”, byla vyhlášena dobročinná sbírka „Volksdeutscher Heimatgroschen”. Otevření nové školy „Dr. Gleißner-Schule” se konalo 26. září 1937. Další sbírka se měla konat na podporu výstavby školy v příhraniční obci Ulrichsberg.

### Spolupráce v rámci bilaterálních vztahů
Čechoslováci zvyšují rakouský cizinecký ruch. V poslední době zvýšil se neobyčejně cizinecký ruch v Rakousku. Tak v době mezi vánocemi a Novým rokem stoupl proti stejnému období r. 1933 téměř o 100%. Rakouští hoteliéři libují si zejména, že zvláště návštěvy z Československa stouply v poslední době neobyčejně.
Venkov, orgán České strany agrární, 07.02.1935

Od roku 1933 navštěvovaly mládežnické organizace „Heimwehru” (Jung-Vaterland) a Křesťansko-sociální strany (Ostmärkische Sturmscharen) nedaleko Říma mezinárodní fašistický mládežnický tábor „Campo Austria” v Ostii. Tradiční kontakty se přirozeně po příklonu Itálie k Německu ochladily a když Thurn-Valsassina v roce 1936 navrhl jako protislužbu za tábor „Campo Austria” pozvat jedno oddělení Balilla na zimní tábor do Rakouska, označil Zernatto takový návrh za neaktuální. V roce 1937 se už ÖJV táboru „Campo Austria” neúčastnila.
Namísto Itálie se konaly v létě 1937 dvě akce v Maďarsku: akce „Österreichische Gastkinder nach Ungarn”, při které zprostředkovalo maďarské ministerstvo školství 340 rakouským dětem sedmitýdenní návštěvu v hostitelských rodinách. Na jaro 1938 byla na oplátku plánována návštěva maďarských dětí u rakouských rodin. Mimo toho „ÖJV-Wien” zřídila u slovenských hranic v Ostřihomi (Esztergom) letní tábor pro 200 chlapců. V roce 1937 převzala ÖJV dánskou „Kinderhilfsaktion” a letní prázdninové akce v Dánsku se účastnilo 676 dětí z celého Rakouska, na rok 1938 se počítalo s účastí 700 dětí.

### Turistika a cestovní ruch
Další důležitou oblastí se pro ÖJV stala podpora rakouského turistického ruchu. Za tímto účelem zřídilo spolkové vedení ÖJV k oficiálnímu Österreichischer Jugendherbergsverband (r. 1936) pendant „Alpenländischer Jugend-Herbergsverband” se sídlem v Salcburku. Pracovní skupina mládežnických svazů „Jung-Vaterland” a „Ostmarkjugend” vydala před létem 1936 adresář všech mládežnických nocleháren, ubytoven a táborů. K tomu byla poskytnuta státní podpora pro stavbu kluboven s vlastní oddělenou mládežnickou noclehárnou. Za tímto účelem bylo dosavadní oddělení „Jugendauslanddienst” přeměněno na „Österreichischen Internationalen Jugenddienst für Jugendheime, Reisen und Austausch”. Během léta 1937 bylo v provozu deset mezinárodních prázdninových zotavoven, ve kterých se rekreovalo, navazovalo přátelství a učilo německy kolem 350 zahraničních mládežnických návštěvníků; většinou z Maďarska, Československa a Francie, 100 dalších zahraničních mládežnických skupin bylo obslouženo informační kanceláří a 200 se stravovalo v rakouských rodinách. Na zimu bylo naplánováno několik zimních táborů pro zahraniční lyžaře, bruslaře a sáňkaře.
VF.-Werk „Neues Leben” pořádá v letošním roce následující zájezdy do zahraničí: velikonoční zájezd do Itálie (20. až 31. března), tři zájezdy do průsmyků rakouských Alp a Dolomit, prázdninovou plavbu po Dunaji až k Železným vratům, jeden zájezd křížem krážem po Jadranských ostrovech, studijní cestu na Světovou výstavu v Paříži, studijní cestu do nového filmového městečka nedaleko Říma. Registrace na tyto cesty směrujte přímo ke spolkovému vedení VF.-Werk „Neues Leben”, oddělení zahraničních cest, Vídeň, 1. okres, Am Hof 6.
Salzburger Chronik für Stadt und Land, 27. února 1937

V prosinci 1936 byla mezi Československem a Rakouskem uzavřena prozatímní dohoda o cizineckém ruchu s platností do dubna 1937, která ustanovila, že českoslovenští občané mohli při výjezdu do Rakouska vyvést 1 000 Kč v hotovosti a cestovní poukázku na 300 šilinků a to dvakrát do ukončení smluvní platnosti. Pro letní sezónu měla býti uzavřena nová smlouva.

## Od smlouvy v Berchtesgadenu po anšlus
ÖJV se podařilo do konce roku 1937 vyřešit všechny hlavní organizační problémy a rok 1938 se rýsoval jako velmi úspěšný, což národní socialisty poněkud znervóznilo, obzvláště po vyhlášení roku 1938 za „Rok mládeže” (Jahr der Jugend). Na pracovní schůzce ve Vídni 6.-8. ledna 1938, které se účastnilo na 100 ÖJV-funkcionářů z celého Rakouska, došlo také k vyhlášení ambiciozního programu: vyškolení dalších 5.000 mládežnických vůdců a vedoucích na ústřední škole ve Vídni a na dalších kurzech v ostatních spolkových zemích; do 1. května 1938 mělo proběhnout úplné uniformování 50 mládežnických pluků (něco kolem 50.000 mužských uniforem); na duben byla naplánována velikonoční dobročinná sbírka pro „Osterhilfswerk”; obdobně jako předešlý rok na květen sbírka „Grenz- und auslandsdeutschen Heimatgroschen” ke Dni matek pro „Mutterschutzwerk” a pro akci „Sonnenwende 1938” (Slunovrat 1938).
Dne 8. ledna 1938 se konal třetí a poslední celorakouský sraz „Jungvolk-Stunden” pod heslem „Jungvolk bereit!” (Vlastenecká mládež připravena!). Netrvalo ani tak dlouho a fronta rakouské vlastenecké mládeže mohla svou připravenost prokázat. Dne 12. února 1938 podepsal Adolf Hitler se spolkovým kancléřem Kurtem Schuschniggem smlouvu, v jejímž důsledku došlo k odstartování množství ústupků. Přestože NSDAP zůstávala oficiálně nadále zakázanou stranou, započali rakouští národní socialisté, odvolávající se na tuto smlouvu, za pomoci celé vlny masových projevů (doprovázených zastrašovacími akcemi a násilím) s vytvářením revoluční atmosféry. Právě v této době posloužila vládě (přesněji Schuschniggovu křídlu) fronta vlastenecké mládeže ÖJV, která se projevila jako velmi rychle zmobilizovaná a entuziastická skupina oddaných aktivistů.
Právě 20. února 1938, kdy se ve Vídni srotilo přes 3.000 národně socialistických sympatizantů, jim fronta rakouské vlastenecké mládeže o síle 150 členů vytvořila jako jediná protiváhu. Dne 22. února vydalo mládežnické vedení bojovné prohlášení, ve kterém vyzývalo všechny místní skupiny ke zvýšené aktivitě proti pouličním parolám národních socialistů. S okamžitou platností měli všichni členové ÖJV všude používat pozdrav „Heil Österreich!” a navázat spolupráci se členy katolických mládežnických organizací. Dne 24. února, kdy se také vídeňská vlastenecká mládež srocovala na veřejných prostranstvích k poslechu rozhlasem přenášeného Schuschniggova projevu, došlo k prvnímu střetu mezi ÖJV a národními socialisty: například na Schwarzenbergplatzu po ukončení projevu začali nacisté vyřvávat „Ein Volk, ein Reich, ein Führer” a ÖJV stejnou měrou odpovídala „Rot-Weiß-Rot bis in den Tod!”, celá situace nakonec eskalovala v pouliční bitvě.
Překvapivě odvážná řeč spolkového kancléře vyvolala ve Vídni mezi 24. a 26. únorem 1938 větší demonstrace sil na obranu stávajícího režimu, kterých se účastnilo kolem 600-700 členů ÖJV a podle policejních hlášení byly doprovázeny provoláváním hesel: „Heil Schuschnigg!” (Ať žije Schuschnigg!), „Hitler den Tod!” (Hitlerovi smrt!), „Rot-Weiß-Rot bis in den Tod!” (Až do smrti červeno-bílo-červená!) a „Nieder mit der braunen Mörderbande!” (Dolů s bandou hnědých vrahů!). V nadcházející propagandě hrála ÖJV jednu z nejvýznamnějších rolí. Přestože se podle ústavy mohla lidového hlasování účastnit mládež starší 24 let, roznášela a vylepovala plakáty a pro lidové hlasování tisknutý časopis „Volkswille” (Vůle národa). Britský novinář George Eric Rowe Geyde, tehdy korespondent amerického deníku New York Times, nadšeně popisoval, jak členové vlastenecké mládeže rozhazovali z nákladních aut letáky, provolávali prorakouská hesla a na chodníky malovali berličkové kříže (Kruckenkreuze), symbol Rakouského státu.
Ve Vídni, kde byli národní socialisté především soustředěni za policejními zátarasy v centru města, drželi aktivisté ÖJV a rakouští patrioti převahu. V ostatních spolkových zemích byla situace různorodá: např. pamětníci z Hornu si pamatují, jak rozváželi vůdci ÖJV se svými kamarády na kolech plakáty do okolních vesnic, ve Štýrském Hradci, který už od konce února drželi národní socialisté, ÖJV mládež vůbec nevystupovala a podle zpráv NSDAP se Hitlerjugend podařilo plně infiltrovat frontu rakouské vlastenecké mládeže. Ve vícero rakouských městech došlo 10. března 1938 (v den vyhlášení lidového hlasování) k těžkým střetům mezi národními socialisty a Schuschniggovou opozicí; v Linci národní socialisté stříleli v noci 11. března po skupině členů ÖJV, která hlídkovala u své klubovny, přičemž jich vícero těžce ranila. Den nato v centru Lince došlo k dalšímu obdobnému střetu.
V poledne 11. března 1938 byla ve spolkové armádě vyhlášena částečná mobilizace, všichni neženatí rezervisté ročníku 1915 povolání k výcviku ve zbrani. Zároveň obdržel vídeňský ÖJV-studentský pluk příkaz: všechny členy mladší 17 let okamžitě poslat domů, zbytek se měl odebrat do vůdcovské školy na Kalvarienberggasse. Zde byli vyzbrojeni a od armády obdrželi krátký výcvik pro případ, že dojde k německé vojenské invazi nebo k nacistickému ozbrojenému povstání. ÖJV chlapci, takřka neznalí boje se zbraní, byli odhodláni bránit úžinu mezi Dunajem a vrchem Kahlenberg. Že k tomu nakonec nedošlo, litovali někteří ÖJV-pamětníci ještě po několik desetiletí. Například Fritz Neeb, tehdy člen ÖJV, sdělil při interview na začátku roku 1990: „Jestli něčeho v mém životě lituji – na Leopoldsbergu jsme chtěli Donauauen ... tento symbolický akt mohl možná odvrátit směr budoucích světových dějin, bohužel k tomu nedošlo.”
Spolkový kancléř Kurt Schuschnigg mezitím kolem čtvrté hodiny odpoledne, pod tlakem demonstrací národních socialistů, výhrůžek Adolfa Hitlera a Hermanna Göringa, podal demisi. Před osmou hodinou večer své odstoupení oznámil v rozhlase, čímž započalo vítězství národních socialistů - devět hodin před tím než vstoupila německá armáda na rakouskou půdu - začaly jednotky SA a HJ po celém Rakousku s obsazováním kluboven fronty rakouské vlastenecké mládeže. Někteří členové ÖJV to samozřejmě nesli velmi těžce; například pro rakouské skauty „ÖPB-Pfadfinder”, začleněné pod ÖJV, znamenala záchrana jejich majetku z už zapečetěných kluboven skutečné nebezpečí.

## Rozpuštění ÖJV
Dne 13. března 1938 byla fronta rakouské vlastenecké mládeže ÖJV gestapem rozpuštěna. Hned po vyhlášení anšlusu bylo započato s likvidací Vlastenecké fronty, tedy i s likvidací ÖJV a jejích místních skupin. Majetek ÖJV byl předán Hitlerjugend; s ním i 10 osobních automobilů značky Steyr v hodnotě 30.000 RM, velké množství látek a uniforem, veškeré úspory místních skupin, psací stroje a 54 objektů v hodnotě 411.039,03 RM. Už dopoledne 13. března přijel rychlíkem do Vídně říšský vůdce HJ Baldur von Schirach, jehož úkolem bylo uvést do chodu rakouskou HJ. Na nádraží Westbahnhof ho přivítalo také na 4.000 dětí, označených hákovými kříži, částečně ještě oblečených v uniformách ÖJV. Hned po vyhlášení anšlusu ohlásil zřízení nové organizace „HJ-Obergebiets Österreich”, jejíž hlavní sídlo pro Vídeň a Dolní Rakousko se nyní nacházelo v prostorách bývalého spolkového vedení ÖJV „Am Hof”.

## ÖJV v odboji proti nacistickému režimu
Ačkoliv se jen malé množství členů ÖJV rozhodlo aktivně vzdorovat novému režimu, přesto hráli významnou roli v organizovaném rakouském odboji. Zejména dominovaly skupiny:
- Organizace „Eisen”, bývalého ÖJV-vůdce vídeňského okresu Währing Alfreda Ellingera (Vídeň)
- „Österreichische Bewegung” (skupina Theiss) kolem studenta Friedricha Theisse (Vídeň)
- „Freiheit Österreich”, od roku 1940 pod jménem „Vergißmeinnicht” (Innsbruck)
- „Heimatfront”, vedená bývalým ÖJV-okresním sekretářem Johannem Graberou (Salcburk)

Také ve vídeňské odbojové skupině „Freiheitsbewegung” se nacházela celá řada bývalých členů ÖJV.